# Lophotarsia ochroptera
Lophotarsia ochroptera là một loài bướm đêm trong họ Noctuidae.